# Comédia de costumes
A comédia de costumes é um gênero do teatro. O escritor francês Molière é considerado o criador da comédia de costumes.  No Brasil, o principal representante, e pioneiro do gênero, é Martins Pena, que caracterizou  com bom humor as graças e desventuras da sociedade brasileira. Artur Azevedo, autor muito popular e que retratou os costumes da sociedade brasileira do final da Monarquia e início da República, foi o consolidador do gênero introduzido por Martins Pena.
A comédia de costumes, o mais característico dos gêneros de teatro no Brasil, caracteriza-se pela criação de tipos e situações de época, com uma sutil sátira social. Proporciona uma análise dos comportamentos humanos e dos costumes num determinado contexto social, tratando frequentemente de amores ilícitos, da violação de certas normas de conduta, ou de qualquer outro assunto, sempre subordinados a uma atmosfera cômica.  A trama desenvolve-se a partir dos códigos sociais existentes, ou da sua ausência, na sociedade retratada.  As principais preocupações dos personagens são a vida amorosa, o dinheiro e o desejo de ascensão social . O tom é predominantemente satírico, espirituoso e cômico, oscilando entre o diálogo vivo e cheio de ironia e uma linguagem às vezes conivente com a amoralidade dos costumes.

## Referência bibliográfica
- Aguiar, Flávio; Antologia de comédia de costumes; São Paulo: Livraria Martins Fontes Ltda, ISBN 8533617569